# Weird Al Yankovic
Alfred Matthew Yankovic, (/ jæŋkəvɪk / yang-kə-vik, * 23. října 1959 Downey, Kalifornie) známější pod uměleckým jménem „Weird Al“ Yankovic, je americký zpěvák, skladatel, hudebník, parodista, hudební producent, komik, herec, režisér hudebních videoklipů, filmový producent a spisovatel. Je známý jako autor parodií moderních písní, originálních komediálních písní a polky hrané na jeho oblíbený nástroj – akordeon. Jeho otec byl srbského původu a původní podoba jeho příjmení byla Janković.
Od jeho první písně v roce 1976 prodal více než 12 milionů alb (do roku 2007), nahrál více než 150 parodií a originálních písní a má za sebou více než 1000 živých vystoupení. Jeho práce mu vynesla pět cen Grammy a dalších 11 nominací, čtyři zlaté desky, a šest platinových desek v USA. První jeho album Straight Outta Lynwood a single White & Nerdy dosáhly první desítky nejpopulárnějších písní v časopisu Billboard téměř po 30 letech jeho kariéry v roce 2006. Jedno z jeho alb, Mandatory Fun (2014), se stalo číslem jedna v žebříčku časopisu Billboard v jeho debutovém týdnu.
Úspěch jeho díla je způsoben mimo jiné použitím hudebního klipu k parodování populární kultury, umělců a hudebních klipů samotných. Je režisérem některých klipů ke svým písním. Také režíroval hudební klipy po jiné umělce včetně hudebních skupin Hanson, The Black Crowes, The Presidents of the United States of America a zpěváka Bena Foldse. S nástupem sociálních sítí použil Yankovic k publikování svých videí YouTube a další podobné platformy. Tento přístup se ukázal jako správný a pomohl prodeji pozdějších alb. Yankovic prohlásil, že v budoucnu by mohl přejít k častějšímu vydávání singlů a EP.
Yankovic také napsal scénář k filmu UHF (1989) a televizním seriálu Weird Al Show (1997), ve kterých si i zahrál. Vystupoval, jako host, ve mnoha televizních a internetových pořadech a napsal dvě knihy pro děti When I Grow Up a My New Teacher and Me!

## Filmografie
| Rok  | Film / seriál |
| ---- | --- |
| 2022 | "Weird: The Al Yankovic Story" |
| 2020 | "Phineas and Ferb the Movie: Candace Against the Universe"                                                                                |
| 2020 | "Bill & Ted Face the Music" |
| 2019 | "Teen Titans Go! vs. Teen Titans!" |
| 2017 | "How to Be a Latin Lover" |
| 2017 | "Sandy Wexler" |
| 2016 | "Popstar: Never Stop Never Stopping" |
| 2015 | "Batman vs. Robin" |
| 2014 | "Můj malý pony: Přátelství je magické" (TV seriál)                                                                                        |
| 2009 | "Halloween II" |
| 2008 | "Transformers: Animated" (TV seriál) |
| 2005 | "Robot Chicken" (TV seriál) |
| 2003 | Haunted Lighthouse "Lilo a Stitch" (TV seriál) 'Weird Al' Yankovic: The Ultimate Video Collection (video film)                            |
| 2001 | "Grim & Evil" (TV seriál) |
| 1999 | "Sabrina the Animated Series" (TV seriál)                                                                                                 |
| 1998 | Desperation Boulevard "V.I.P." (TV seriál) Žiacka hliadka (TV film)                                                                       |
| 1997 | Nothing Sacred "Weird Al Show, The" (TV seriál)                                                                                           |
| 1996 | Agent WC 40 Bad Hair Day: The Videos (video film) Best of Ed's Night Party, The (video film) 'Weird Al' Yankovic: The Videos (video film) |
| 1995 | "Eddie Files, The" (TV seriál) "Ed's Night Party" (TV seriál) "Kancelářská krysa" (TV seriál) "MADtv" (TV seriál)                         |
| 1994 | Alapalooza: The Videos (video film) Bláznivá střela 33 a 1/3: Poslední trapas                                                             |
| 1993 | Living and Working in Space: The Countdown Has Begun (video film)                                                                         |
| 1992 | "Batman" (TV seriál) "Eek! the Cat" (TV seriál) 'Weird Al' Yankovic Video Library: His Greatest Hits, The (video film)                    |
| 1991 | Bláznivá střela 2 a 1/2: Vůně strachu |
| 1990 | "Parker Lewis musí vyhrát" (TV seriál) |
| 1989 | Behind the Scenes: 'UHF' (TV film) Jak se dělá televize "Simpsonovi" (TV seriál)                                                          |
| 1988 | Bláznivá střela Tapeheads |
| 1987 | "Mathnet" (TV seriál) "Remote Control" (TV seriál) "Square One TV" (TV seriál)                                                            |
| 1986 | Comic Relief (TV film) |
| 1985 | Compleat Al, The (video film) "Double Dare" (TV seriál) "Neuvěřitelné příběhy" (TV seriál)                                                |

## Diskografie

### Studiová alba
| Album                                                    | Rok  |
| -------------------------------------------------------- | ---- |
| "Weird Al" Yankovic                                      | 1983 |
| "Weird Al" Yankovic in 3-D                               | 1984 |
| Dare to Be Stupid                                        | 1985 |
| Polka Party!                                             | 1986 |
| Even Worse                                               | 1988 |
| UHF - Original Motion Picture Soundtrack and Other Stuff | 1989 |
| Off the Deep End                                         | 1992 |
| Alapalooza                                               | 1993 |
| Bad Hair Day                                             | 1996 |
| Running with Scissors                                    | 1999 |
| Poodle Hat                                               | 2003 |
| Straight Outta Lynwood                                   | 2006 |
| Alpocalypse                                              | 2011 |
| Mandatory Fun                                            | 2014 |

### Kompilační alba
- "Weird Al" Yankovic's Greatest Hits (1988)
- The Food Album (1993)
- Permanent Record: Al in the Box (1994)
- Greatest Hits Volume II (1994)
- The TV Album (1995)